# Ломан Браун

Ломан Браун — яєчний кросс курей, що була виведена в Німеччині на фірмі Lohmann Tierzucht GmbH (Ломан Тірцухт). Засновники цієї породи — Род-Айленд і плімутрок. Представники Ломан Брауна перевершують своїх попередників в усіх напрямках. Дата остаточного формування породи — 1970 рік.

## Продуктивність
Фахівці ставили перед собою завдання вивести курей з підвищеною продуктивністю та адаптацією до будь-яких кліматичних умовах. Особи набирають не надто велику масу: півні — 3 кг, курки — 1,9-2,1 кг.

## Особливості
Курки починають відкладати яйця у віці 21 тиждень при масі тіла в 1,7-1,9 кг. Від однієї курки отримують приблизно 310—320 яєць масою 63-64 грам світло-коричневого кольору. Пік виробництва 26 — 30 тижнів.
Особливістю цих курей є те, що в добовому віці їх можна відрізнити від півників. Самки коричневого забарвлення, а самці — білого.
У породи високі показники збереження молодняку 96-98 %, на початку яйцекладки збереження падає до 90-96 %. Виводимість становить 80-82 %.

## Характер
Птахи дуже активні і рухливі, тому майже не страждають ожирінням. Вони практично не реагують на стресові ситуації, тому стреси не відбиваються на їх продуктивності. І кури і півні відрізняються спокійним характером, що дозволяє їм уживатися з іншими пернатими. Конфлікти можливі лише тоді, коли птахам не вистачає простору.

## В Україні
В Україні порода дуже поширена як у селянських господарствах, так і у тваринницьких комплексах. Кури Ломан Браун витривалі до хвороб, складних кліматичних умов, високих та низьких температур.